# 김환기
김환기(金煥基, 1913년 4월 3일 (음력 2월 27일) ~ 1974년 7월 25일)는 대한민국의 서양화가이다. 그의 작품은 한국의 미술품 경매의 신기록을 쓰고있다.

## 생애
본관은 김해(金海)이며 호는 수화(樹話)이고, 전라남도 신안군 안좌면 읍동리 출생이다.
1936년 일본 니혼 대학 미술학부를 마치고 도쿄에서 개인전을 개최하였다. 1946년-1949년 사이에 서울대학교 미술대학 교수를 역임하고 신사실파전(新寫實派展)에 출품했다. 여러 차례 국전 심사위원으로 활약하고 1952년 홍익대 미술학부 교수, 1954년에 예술원 회원이 되었다. 1956년 프랑스로 건너가 파리 엠베지트 화랑을 위시하여 1957년 파리·니스·브뤼셀 등에서 계속 개인전을 가졌다. 1959년 귀국하여 홍익대 교수·초대 예술원 회원·한국미술협회 이사장을 역임하였다. 1963년 제7회 상파울로 비엔날레 한국 대표로 참가하게 되어 브라질로 갔고, 동 국제전의 명예상을 받았으며, 그곳 현대미술관에 작품이 소장되었다. 1964년 이후 부인인 수필가 김향안(金鄕岸, 본명 변동림)과 함께 미국에 체류하며 작품 활동 중 그곳에서 사망했다.
2015년 김환기의 1971년작 작품 <19-Ⅶ-71#209>은 서울옥션 홍콩 경매서 한화 47억 2100만원 (3100만 홍콩달러)에 낙찰되었고, 이로써 이전의 최고가로 남아있던 박수근의 <빨래터>를 제치고 국내 작가 미술품 경매 중 최고가를 기록했다..
2019년 11월 23일 김환기의 1971년작 작품<Universe 5-IV-71#200>은 크리스티 홍콩 경매서 한화 132억 3600만원 (8800만 홍콩달러)에 낙찰되었고, 한국 미술품 중 최초로 한화 100억을 넘긴 작품이 되었다.
한국의 서양화가로 한국 근현대미술사를 대표하는 거장으로 서구 모더니즘을 한국화했다는 평가를 받는다. 초창기 추상미술의 선구자였고, 프랑스와 미국에서 활동하며 한국미술의 국제화를 이끌었다. 김환기는 추상 계열에서 벗어나 구상을 추구하면서도 오히려 조형수단의 자율적인 표현을 추구했다. 또한 사실적인 표현보다는 면, 선, 형태, 색체, 리듬 등으로 대상을 조형적으로 새롭게 표현했다.

## 작품 활동
전후 14회의 개인전을 국내외에서 가졌고, 1970년 한국일보사 주최 한국미술대상전(韓國美術大賞展)에서 대상을 받았다. 작품경향은 초기의 기하학적인 추상에서 출발하여 동양적인 관조(觀照)와 아취(雅趣)를 근간으로 한 반추상(半抽象)의 세계를 보이다가 도미(渡美) 후에는 완전히 추상화풍으로 전환하여 옵티컬한 양식의 새로운 사조(思潮)를 받아들이고 있음을 보인다.
그의 대표 작품으로 〈론도〉,〈산〉, 〈산월(山月)〉, 〈야상곡(夜想曲)〉, 〈어디서 무엇이 되어 다시 만나랴〉 등이 있다. 그의 작품 중 〈론도〉는 대한민국의 등록문화재 제535호로 등록되기도 하였다.

## 학력
- 안좌공립보통학교 졸업
- 중동중학교 중퇴
- 도쿄 긴조중학교 졸업
- 니혼 대학 미술학과 졸업

## 가족 관계
- 배우자 : 김향안(金鄕岸, 1916년 ~ 2004년)
  - 장녀 : 김영숙(金英淑, 1933년 ~ )
    - 첫째 사위 : 윤형근(尹亨根, 1928년 ~ 2007년)

  - 차녀 : 김금자(金金子, 1936년 ~ )
  - 삼녀 : 김정인(金貞寅, 1938년 ~ )
  - 아들 : 김화영(金和瑛, 1955년 ~ )

## 같이 보기
- 환기미술관